# Нидерлехнер, Флориан
Фло́риан Ни́дерлехнер (нем. Florian Niederlechner; 24 октября 1990, Эберсберг, Германия) — немецкий футболист, нападающий клуба «Мюнхен 1860».

## Клубная карьера
Воспитанник футбольных академий клубов «SV Hohenlinden», «TSV Ebersberg» и «Мюнхен 1860». В 17 лет перешел в выступавший в Ландеслиге «FC Falke Markt Schwaben», где был задействован в качестве нападающего. В сезоне 2010/2011, уже в составе «Исманинга», стал чемпионом баварской лиги, внеся свой вклад в виде 19 забитых мячей. По окончании сезона принял предложение о переходе от представителя третьей Бундеслиги «Унтерхахинга», где сразу стал игроком основного состава; также принял участие в двух играх своего нового клуба в Кубке Германии против «Фрайбурга» и «Бохума». В начале января 2013 года перешел в «Хайденхайм», с которым завоевал по итогам сезона 2013/14 первое место в третьей лиге. К началу сезона 2015/16 Нидерлехнера подписал клуб первой Бундеслиги «Майнц 05», а уже в январе 2016 игрок на правах аренды присоединился к «Фрайбургу», выступавшему во втором по силе немецком дивизионе, с которым завоевал чемпионство и поднялся в первую лигу. В начале мая 2017 года подписал полноценный контракт с клубом.
Нидерлехнеру принадлежит своеобразный «рекорд»: 19 ноября 2016 года уже на 8-й секунде матча против «Майнца» он заработал самую быструю жёлтую карточку в истории Бундеслиги.